# Cyathopharynx furcifer
Cyathopharynx furcifer (Boulenger, 1898), unica specie appartenente al genere Cyathopharynx, è un pesce d'acqua dolce endemico dell'Africa orientale appartenente alla famiglia Cichlidae ed alla sottofamiglia Pseudocrenilabrinae.

## Descrizione
Il corpo è allungato, compresso lateralmente e non particolarmente alto. La colorazione è prevalentemente azzurra nel maschio, più grande, e grigiastra nella femmina. Il maschio presenta inoltre un'ampia macchia gialla sulla testa, sopra gli occhi. Le pinne sono molto allungate: la pinna caudale è a delta, con i raggi esterni molto più lunghi, mentre le pinne pelviche sono blu e nere e terminano in dei filamenti. La pinna dorsale e la pinna anale sono allungate e alte. Non supera i 21 cm.

## Biologia

### Comportamento
Gli esemplari adulti di solito vivono in gruppi. I maschi possono diventare molto aggressivi quando, nel periodo riproduttivo, difendono il loro territorio.

### Alimentazione
Si nutre di invertebrati acquatici, plancton.

### Riproduzione
È un pesce oviparo e la fecondazione è esterna. Inoltre questo è un incubatore orale, cioè gli adulti tengono uova e avannotti in bocca per tenerli al sicuro.

## Distribuzione
È molto comune nelle acque del Lago Tanganica, nell'Africa orientale, a profondità intorno ai 20 m.

## Acquariofilia
Negli acquari è molto apprezzato per la forma originale delle pinne ed abbastanza diffuso.